# Jan Szczawiej

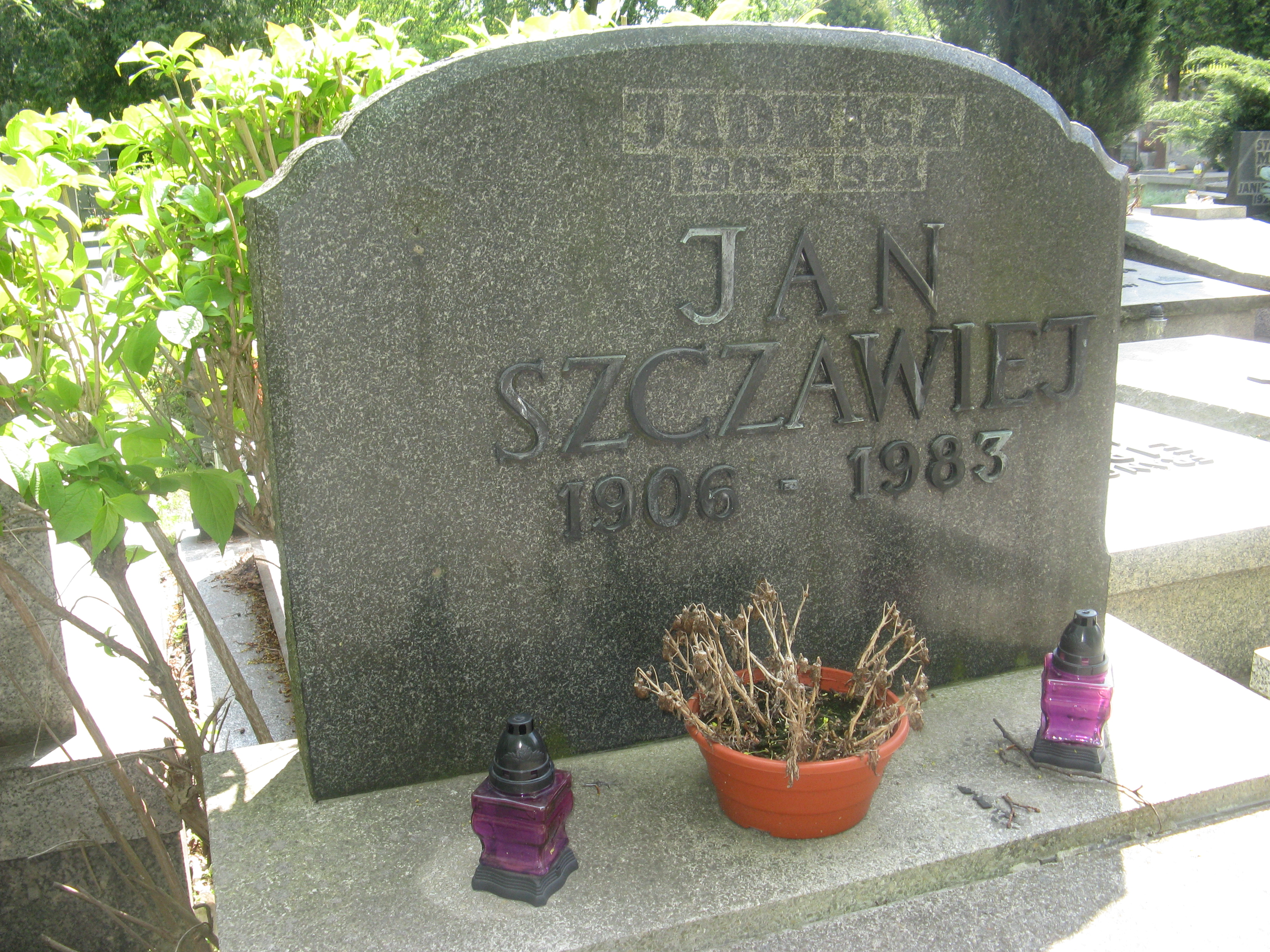
Grób Jana Szczawieja na Cmentarzu Wojskowym na Powązkach

Jan Szczawiej (ur. 6 stycznia 1906 w Rogatce koło Chełma, zm. 23 kwietnia 1983 w Warszawie) – polski poeta oraz redaktor antologii i opracowań.
Ukończył Państwowe Seminarium Nauczycielskie w Chełmie. Debiutował jako poeta w 1927 na łamach dziennika „Gazeta Polska”. W latach 1939–1944 działał w podziemnej organizacji Stronnictwa Ludowego „Roch”, był redaktorem konspiracyjnej prasy ludowej. W latach 1946–1949 był redaktorem naczelnym dwutygodnika „Warszawa”, następnie redaktorem prasy ZSL.
Spoczywa na Cmentarzu Powązkowskim-Wojskowym w Warszawie (kwatera C39-1-3).

## Twórczość własna
- Pole bitwy
- Hymn podczas bitwy
- Łuny kamienne
- Owoc dobrego i złego
- Łuny kamienne
- Dom sercu bliski
- Jarzębiny
- Krzesanie ognia
- Żytnia ruń
- Ciosy
- Zmaganie dnia z nocą
- Laura i cierń

## Opracowane antologie i utwory obcych autorów
- Antologia polskiej poezji podziemnej (1939-1945)
- Imię nam Polska
- Takie będą Rzeczypospolite. Wspomnienia nauczycieli
- Augustyn Suski: Utwory zebrane
- Antologia współczesnej poezji ludowej
- Poezja Polski Walczącej
- Poeci robotnicy. Księga twórczości, Warszawa 1979.
- Paweł Kamiński: Kwiat ostu
- Władysław Strzelecki: Najwyższy czas
- Piękna jesteś ziemio moja ojczysta

## Odznaczenia
- Złoty Krzyż Zasługi (1946)[2]